# Consulat général de France à San Francisco
 (novembre 2024).
Améliorez-le ou discutez des points à vérifier. 

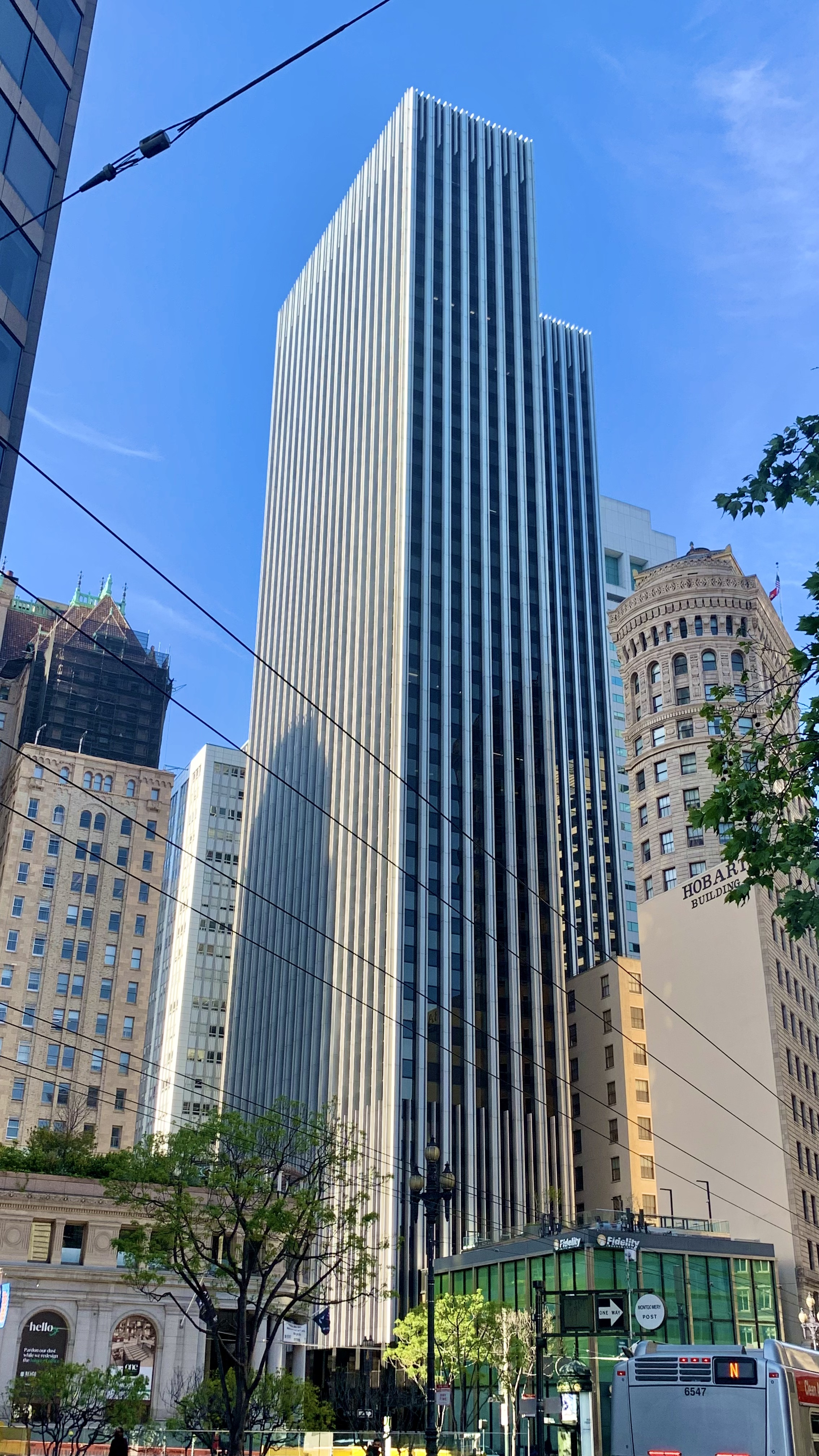
L'immeuble où se trouve le consulat général de France à San Francisco.

Le consulat général de France à San Francisco est une représentation consulaire de la  République française aux États-Unis d’Amérique se trouvant actuellement au 44 Montgomery Street à San Francisco en Californie.
Sa circonscription consulaire s'étend sur dix États ou parties d'États : la Californie du Nord, l'Alaska, Hawaï, l'Idaho, le Montana, l'Oregon, le Nevada du nord, l'Utah, l'État de Washington, le Wyoming, ainsi que les îles du Pacifique sous juridiction américaine (Guam et Samoa américaines).
Dépendant du ministère chargé des Affaires étrangères, le consulat général de France est chargé de la protection et du suivi administratif des Français établis ou de passage dans le Nord-Ouest américain.
Le consulat propose plusieurs services à destination de la communauté des Français de l’étranger et des étrangers désireux de séjourner en France.

## Les services consulaires

### Les visas
Le visa permet à tout étranger, non-membre de l'Union européenne, d'entrer et de séjourner temporairement sur le territoire français.
Depuis le 27 juin 2018, les demandes de visa sont instruites par VFS Global à San Francisco.

### La chancellerie
La chancellerie (ouverte du lundi au vendredi de 9 h à 12 h 30) délivre l'ensemble des services d'aide aux Français de l'étranger. Il sera nécessaire de s'adresser à la chancellerie lors de la perte ou le vol de documents, le renouvellement d'un passeport ou encore pour l'obtention des bourses et de l'aide à la scolarité. Elle se présente comme l'interface directe entre les expatriés et leur administration d’origine.
La chancellerie organise régulièrement des tournées consulaires dans les circonscriptions dépendant du consulat général.

### Le service culturel
Le siège des services culturels de l'ambassade de France est à New-York. Toutefois, le consulat général à San Francisco, comme chacun des dix consulats français aux États-Unis, possède un service culturel qui remplit les missions suivantes :
- encourager la production culturelle française en assistant les professionnels et artistes aux États-Unis,
- promouvoir le système français de l’éducation en gérant la carrière des enseignants, professeurs et chercheurs français travaillant aux États-Unis, fournir des conseils aux étudiants et aux parents, organiser les examens nationaux,
- accompagner les étudiants lors de leurs échanges universitaires,
- informer les étudiants et professionnels se rendant en France des procédures à suivre et fournir les contacts nécessaires à leur orientation ou à leur séjour
- favoriser toutes les synergies possibles entre les événements artistiques, les établissements culturels et l’enseignement supérieur[8].

### Le service scientifique
Ce service est chargé de maintenir une veille scientifique et technologique, de développer la coopération scientifique internationale et de contribuer à la promotion de la science et des technologies françaises.

### Le service de presse et de communication
Il représente la direction de la communication et du porte-parolat (DCP) du ministère de l'Europe et des Affaires étrangères.
Le service de presse et de communication met à disposition des guides d'aide aux Français désirant s'installer dans la région du Pacifique nord-ouest (« Le Petit Débrouillard »).

## La France à l'étranger

### Le consul général

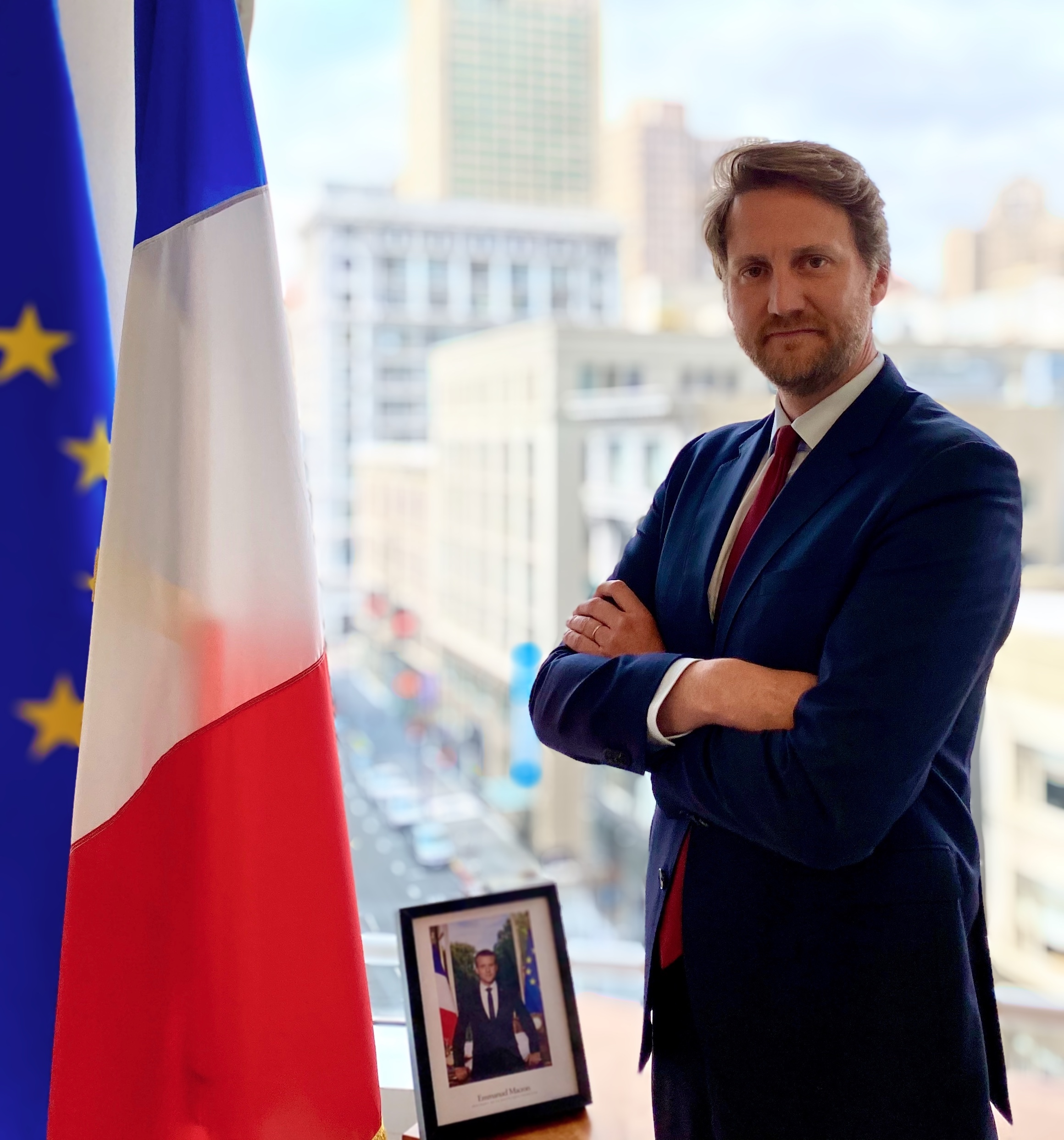
(Consul général de 2020 à 2024)

Le consul général est Florian Cardinaux (d) depuis mai 2024.

### Les consuls honoraires
Douze consuls honoraires sont répartis sur l'ensemble de la circonscription consulaire (près de quatre millions de km2), relayant l'action du consulat au sein des États du nord-ouest.
Liste des consuls honoraires de la circonscription du nord-ouest Pacifique en 2013:
1. Anchorage (Alaska) : Catherine Ferret
2. Sacramento (Californie) : Guy Michelier
3. Tamuning (Guam) : Joëlle Wainer
4. Honolulu (Hawaï) : Guillaume Maman
5. Boise (Idaho) : Gabrielle Applequist
6. Missoula (Montana) : Laurence Markarian
7. Virginia City (Nevada) : Pascal Baboulin
8. Portland (Oregon) : Françoise Aylmer
9. Salt Lake City (Utah) : Marie-Hélène Glon
10. Seattle (État de Washington) : Jack Cowan
11. Dubois (Wyoming) : Séverine Murdoch

### La présence française
Le consulat général collabore régulièrement avec de nombreuses associations et organisations françaises de l'étranger.

## Histoire de la présence consulaire française à San Francisco

### Découverte de la Californie

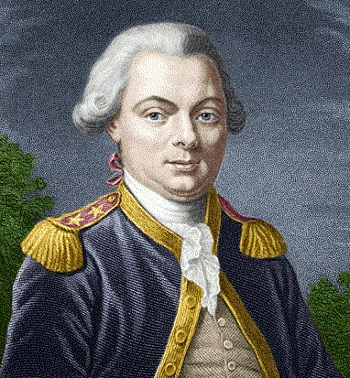
Jean-François de la Pérouse.

Le 15 septembre 1786, Jean-François de La Pérouse jette l’ancre dans la baie de Monterey : il s’agit de la première présence française officielle en Californie. L’explorateur recueille de précieuses données géographiques et scientifiques sur la région, vantant ses « formidables ressources » et sa position stratégique.
Le naturaliste et botaniste français, Eugène Duflot de Mofras, est envoyé sur la côte pacifique dans les années 1840 et publie un livre dans lequel il décrit cette vaste région peuplée d’à peine 4 000 personnes d'origines européennes. Les récits de Duflot attirent l’attention des gouvernements et Joseph de Rosamel écrit bientôt « qu’il est évident que la Californie appartiendra à la nation, quelle qu’elle soit, qui y enverra un général et deux cents hommes ».
La côte ouest américaine intéresse tout particulièrement le roi Louis-Philippe qui espère renouer avec l’immense empire français d’avant 1763. L’envoi de Louis Gasquet en tant que consul général de Monterey en novembre 1843 va dans le sens d’une politique offensive du gouvernement de l’époque. Cette présence inattendue inquiète les autorités américaines et mexicaines qui se livrent alors à une lutte sans merci pour s’approprier la région. La France était le premier pays à posséder une représentation officielle en Californie et Gasquet, conscient de la place prépondérante qu’occupait alors la France, pressa le gouvernement d’envoyer des forces navales au plus vite. En refusant de reconnaître la victoire de Sloate et de Robert Field Stockton lors de la guerre mexico-américaine, Gasquet fut emprisonné pendant cinquante-et-un jours (en réalité, une sentinelle fut placée devant sa résidence), l’empêchant ainsi de mener à bien ses missions consulaires).
Après un échange de lettres diplomatiques, Louis Gasquet fut finalement libéré et remplacé par Jacques-Antoine Moerenhout en octobre 1846. En préservant l’intérêt de ses ressortissants et en surveillant les agissements de ses turbulents voisins, Moerenhout rendit la région plus propice à l’immigration française. Il logeait au consulat de Monterey qui se trouvait en bord de mer : « une maison spacieuse avec une belle roseraie et un verger ».

### La communauté française de San Francisco

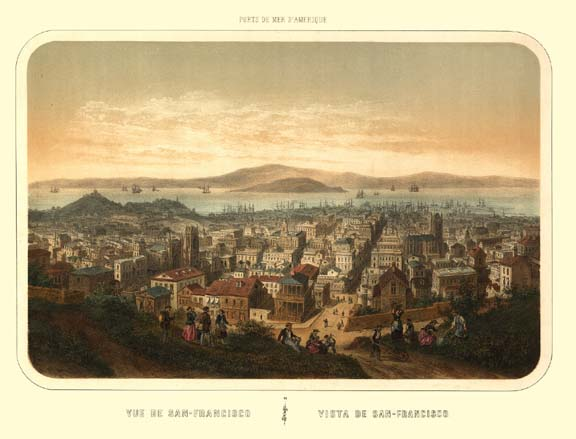
Représentation de San Francisco en 1860

À l’époque où San Francisco s’appelait encore Yerba Buena (« la bonne herbe »), on recense trois Français sur les quelque huit-cents habitants. Mais l’augmentation rapide de la population (23 000 habitants en 1852) incite le gouvernement du président Louis-Napoléon Bonaparte à fonder le consulat de France à San Francisco, nouvelle capitale économique de la région.
La France possédait déjà un agent consulaire qui exerça ses fonctions jusqu’à l’arrivée du premier consul général, Patrice Dillon, le 22 juillet 1850. N’ayant pu s’installer dans une ville en chantier, le consul accepte d’abord l’hospitalité d’un navire français mouillant dans la baie. Quelque temps plus tard, il fut décidé d’installer le consulat à l’angle des rues Jackson et Mason.
Le poste de consul général de France à San Francisco est considérable puisqu’il s’agit de la représentation diplomatique la plus importante de tout l’ouest américain. Selon Jehanne Biétry-Sallinger, la Californie comptait 352 000 habitants dont 28 000 Français, autrement dit près de 8 % de la population totale. La mission principale du consulat de l’époque était d’apporter une aide d’urgence aux nouveaux immigrants particulièrement démunis. Leur première démarche dans cette région lointaine et inconnue était de se rendre au consulat afin d’obtenir des renseignements et de l’argent pour s’installer et pouvoir travailler dans les mines. San Francisco était une ville peu sûre et des rixes éclataient souvent entre les mineurs français et étrangers. Le consul devait se rendre rapidement dans l’arrière-pays pour éviter la pendaison d’un de ses compatriotes par la population, comme ce fut le cas à Placerville en 1853. En outre, le consulat organisait de nombreuses manifestations en l’honneur des événements heureux ou malheureux qui affectaient la France, comme en 1855 lors de la prise de Sébastopol.
Cette période troublée voit l’émergence d’une communauté française soudée et dynamique, grossie chaque jour par les bateaux transportant les migrants de la « ruée vers l’or ». La plupart sont restés et s’installèrent définitivement : l’érection de l'église Notre-Dame-des-Victoires en 1856 en est l’exemple le plus frappant. Progressivement, la communauté s’organise et fonde restaurants, buanderies, théâtres vers Bush et Mason street : le quartier français est alors en plein essor.

## Annexes

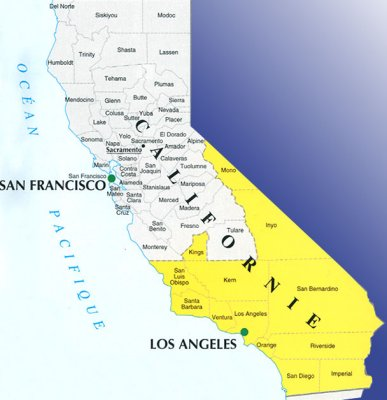
Les comtés de Californie relevant de l'autorité du Consulat Général
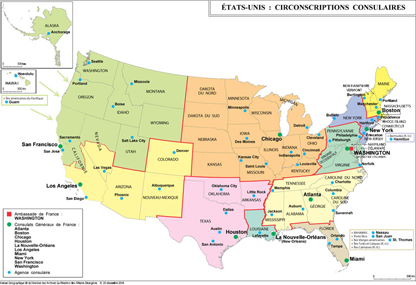
Les circonscriptions dépendant des consulats de France aux États-Unis

### Le consulat général de France à San Francisco
À partir de 1892, le bâtiment consulaire déménage au 604 de la Commercial Street (en), près du port dans l’actuel Financial District. Des documents de l’époque délivrent une description précise du consulat de France : « Le local est modeste, l’accès en est abrupt, mais il paraît qu’il y a d’assez sérieux motifs pour que malgré des critiques souvent faites et par la colonie française et par des voyageurs français de passage, le consulat soit maintenu là où il est. Un crédit insuffisant de loyer est alloué au chef de poste qui doit parfaire de ses deniers personnels la somme intégrale (…) d’ailleurs, notre consul aurait obtenu l’autorisation de faire rafraîchir les meubles antiques dont il dispose. Il faut ajouter que la grande majorité des consulats étrangers n’est pas en meilleure posture. Les moyens ne sont pas toujours à la hauteur des prétentions de chacun ».

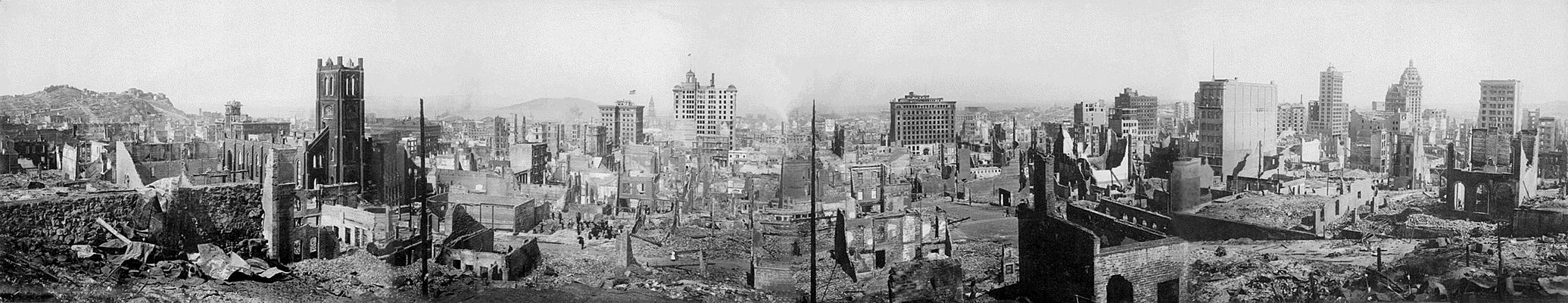
Panorama de San Francisco après le tremblement de terre de 1906.

Le tremblement de terre de 1906 à San Francisco ruine la plupart des investisseurs français et le consulat fut intégralement détruit. Dans un télégramme adressé au Quai d'Orsay le 20 avril 1906, on peut lire « Le gérant de notre consulat à San Francisco me télégraphie, avec prière d'en informer le Département, que le consulat est détruit ; le personnel, la caisse et le chiffre sont saufs ; les archives sont restées sous les décombres »[source insuffisante]. À l’image de la ville, les différentes communautés furent atomisées et se métissèrent. La Little France perd alors son influence dans la vie locale et se dépeuple progressivement. Après le séisme, le consulat s'installe temporairement à l'Union Trust Building.
À la suite de la Seconde Guerre mondiale, qui avait vu se succéder deux consuls au même poste (l’un représentant le régime de Vichy, l’autre la France libre), le consulat s’installe au 690 Market Street[source insuffisante]. Il s’agissait en réalité d’un seul bureau qui centralisait l’ensemble des missions consulaires. Pour des raisons budgétaires évidentes, la résidence du consul fut fermée et les réceptions officielles se tenaient juste en face, au Palace Hotel. Vers 1956, le consulat déménage à nouveau vers des locaux plus spacieux, dans un immeuble de trois étages toujours visible à l’angle des rues Bush et Taylor.
Durant les années 1970, le consulat prend possession d’une demeure sur Jackson Street (achetée en 1967), dans le quartier du Pacific Heights[source insuffisante]. Malheureusement, l’étroitesse du bâtiment et l’insalubrité des locaux, forcèrent le ministère des Affaires étrangères à trouver de nouveaux locaux. C’est après la construction d’un immeuble moderne au 540 Bush Street (à côté de l'église Notre-Dame-des-Victoires) que le consulat s’installe définitivement en 1981.

## Consuls généraux de France à San Francisco
| De            | À           | Consul général                             |
| ------------- | ----------- | ------------------------------------------ |
| 1843          | 1846        | Louis Gasquet (à Monterey)                 |
| 1846          | 1850        | Jacques-Antoine Moerenhout (à Monterey)    |
| 1850          | 1856        | Patrice Dillon (d)                         |
| 1857          | 1861        | Frédéric-Abel Gautier                      |
| 1861          | 1863        | Antoine Forest                             |
| 1863          | 1864        | Frédéric-Abel Gautier                      |
| 1864          | 1867        | Charles de Cazotte                         |
| 1867          | 1868        | J. Belcour                                 |
| 1868          | 1869        | Charles de Cazotte                         |
| 1869          | 1869        | J. Belcour                                 |
| 1869          | 1875        | Édouard Breuil                             |
| 1875          | 1875        | J. Belcour                                 |
| 1876          | 1880        | Antoine Forest                             |
| 1880          | 1884        | Auguste Vauvert de Méan                    |
| 1884          | 1891        | Edmond Carrey                              |
| 1891          | 1892        | Gustave Delongraye (d)                     |
| 1892          | 1898        | Alexandre Laurence de Lalande              |
| 1898          | 1901        | Adolphe Denis de Trobriand                 |
| 1901          | 1903        | Auguste-Henri Dallemagne                   |
| 1903          | 1907        | Étienne-Marie-Louis Lanel                  |
| 1907          | 1912        | Henri-Antoine Mérou                        |
| 1912          | 1915        | Raphaël Monnet                             |
| 1915          | 1924        | Hippolyte-Charles-Julien Neltner (d)       |
| 1924          | 1931        | Maurice Heilmann                           |
| 1931          | 1937        | Yves Méric de Bellefon (d)                 |
| 1937          | 1941        | Roger Gaucheron (d)                        |
| 1941          | 1942        | Claude Bréart de Boisanger                 |
| novembre 1942 |             | Le consulat général est fermé              |
| 1943          | 1945        | Charles-Simon de Lessart                   |
| 1945          | 1946        | Jacques Baeyens (d)                        |
| 1946          | 1948        | Raoul Bertrand (d)                         |
| 1949          | 1951        | Jean Vyau de Lagarde (d)                   |
| 1952          | 1955        | Louis de Guiringaud                        |
| 1956          | 1960        | Robert Luc                                 |
| 1961          | 1966        | Pierre Basdevant (d)                       |
| 1967          | 1971        | Claude Batault (d)                         |
| 1972          | 1976        | Emmanuel de Casteja (d)                    |
| 1977          | 1978        | Pierre Mathivet de La Ville de Mirmont (d) |
| 1979          | 1981        | Pierre Brochand                            |
| 1982          | 1985        | Gérard Errera                              |
| 1986          | 1990        | Pierre Viaux (de)                          |
| 1991          | 1994        | Yvon Roé d'Albert (d)                      |
| 1995          | 1996        | Alain Le Gourriérec (d)                    |
| 1997          | 1999        | André Parant (d)                           |
| 2000          | 2002        | Gérard Coste (d)                           |
| 2003          | 2007        | Frédéric Desagneaux (d)                    |
| 2007          | 2010        | Pierre-François Mourier                    |
| 2010          | 2014        | Romain Serman (d)                          |
| 2014          | 2016        | Pauline Carmona (d)                        |
| 2016          | 2020        | Emmanuel Lebrun-Damiens (d)                |
| 2020          | 2024        | Frédéric Jung (d)                          |
| 2024          | aujourd'hui | Florian Cardinaux (d)                      |